# Geliebter Giorgio
Geliebter Giorgio (Originaltitel: Yes, Giorgio) ist der einzige Spielfilm, in dem Luciano Pavarotti mitwirkte. Er ist 1982 erschienen.

## Handlung
Die Handlung spielt während einer Tourneereise in den USA. Kurz nach der Ankunft in den Staaten erhält Giorgio alias Pavarotti einen Anruf der Metropolitan Opera, die ihn gerne für einen Auftritt verpflichten will. Auf Grund eines traumatischen Vorfalls sieben Jahre vorher will er nie mehr dort singen. Aufgewühlt durch den Anruf, verliert er seine Stimme. Eine junge und gutaussehende Ärztin erkennt das psychosomatische Problem und heilt ihn mit Hilfe eines Tricks. Giorgio beginnt, der Ärztin Avancen zu machen, und sie erliegt seinem Charme. Nach kurzer Zeit erkennt sie aber, dass Giorgio verheiratet ist, dies auch nicht ändern will und sie nur eine von vielen Affären des divenhaften Tenors ist.

## Auszeichnungen
Der Song „If We Were In Love“ wurde 1983 für den Oscar und für den Golden Globe nominiert. Luciano Pavarotti und Norman Steinberg wurden 1983 für die Goldene Himbeere nominiert.

## Kritik
Obwohl der Film bei den zeitgenössischen Kritikern keinen großen Anklang fand, erzählt er doch eine leichte aber unterhaltsam dargestellte Liebesromanze, untermalt mit Ausschnitten aus den schönsten Arien Pavarottis.
- "(...) die altmodische Schnulze können auch die Lieder von Pavarotti nicht retten." (Wertung: 1½ von 4 möglichen Sternen = mäßig) – Adolf Heinzlmeier und Berndt Schulz: Lexikon „Filme im Fernsehen“, 1990[1]